# Нуутре
Ну́утре (ест. Nuutre küla) — село в Естонії, у волості Пиг'я-Сакала повіту Вільяндімаа.

## Населення
Чисельність населення на 31 грудня 2011 року становила 62 особи.

## Географія
Село лежить у південно-східному передмісті Сууре-Яані.
Поблизу населеного пункту проходять автошляхи 57 (Мудісте — Сууре-Яані — Вяндра) та 24124 (Вільянді — Сууре-Яані).

## Історія
З 13 лютого 1992 до 21 жовтня 2017 року село входило до складу волості Сууре-Яані.